# スティル・ラビング・イット
「スティル・ラビング・イット」（Still Loving It）は、スウェーデンの歌手エリック・サーデの3作目のプロモーションシングル。

## 概要
プロモーションシングルという位置づけではあるものの、ほとんど通常のシングルCDと変わらない扱いである。

## 収録曲
1. スティル・ラビング・イット "Still Loving It"